# آبراهام ساتزکور
آبراهام ساتزکِوِر ((به عبری: אברהם סוצקבר)؛ ۱۵ ژوئیهٔ ۱۹۱۳ – ۱۹ ژانویهٔ ۲۰۱۰) شاعر نامدار ییدیش بود. نیویورک تایمز او را «بزرگترین شاعر هولوکاست» نامیده است.

## زنداگی‌نامه
آبراهام (آورُم) ساتزکِوِر در ۱۵ ژوئیه ۱۹۱۳ در سمورگون، استان ویلنا، امپراتوری روسیه، هم‌اکنون سمارهون، بلاروس متولد شد. در طول جنگ جهانی اول، خانواده وی به اومسک، سیبری نقل مکان کردند و در آنجا پدرش، هرتس ساتزکور، درگذشت. در سال ۱۹۲۱، مادرش، راین (زاده با نام فاینبرگ)، خانواده را به ویلنیوس منتقل کرد، و در آنجا آبراهام در خدر نام‌نویسی کرد.
ساتزکور در دبیرستان یهودی لهستانی هرتزلیا حضور یافت، بر سر کلاس‌های دانشگاه در ادبیات لهستانی نشست و توسط یکی از دوستانش با شعر روسی آشنا شد. نخستین شعرهای وی به زبان عبری سروده شدند.
در ۱۹۳۰، ساتزکور به سازمان پیشاهنگی یهودی Bin (زنبور عسل) پیوست؛ وی نخستین قطعه خود را در مجله این سازمان منتشر کرد. در آنجا نیز با همسرس فریدکه آشنا شد. در ۱۹۳۳، او به همراه شاعران همکارش شمرکه کاچرگینسکی، خایم گرادی و لعاذر ولف به عضویت گروه نویسندگان و هنرمندان یونگ-ویلنه درآمد. وی در ۱۹۳۹، یک روز پیش از آغاز جنگ جهانی دوم، با فریدکه ازدواج کرد.
در ۱۹۴۱، به دنبال اشغال ویلنیوس توسط نازی‌ها، ساتزکور و همسرش به گتو ویلنا فرستاده شدند. ساتزکور و دوستانش دفترچه خاطرات تئودور هرتسل، نقاشی‌های مارک شاگال و الکساندر بوگن و سایر آثار ارزشمند را در پشت دیوارهای گچی و آجری گتو پنهان کردند. مادر ساتزکور و پسر تازه متولدش توسط نازی‌ها به قتل رسیدند. در ۱۲ سپتامبر سال ۱۹۴۳، او و همسرش به جنگل‌های اطراف فرار کردند و به همراه شاعر ییدیش، شمرکه کاچرگینسکی، به عنوان یک پارتیزان با نیروهای اشغالگر جنگید. ساتزکور به یک واحد یهودی پیوست و قاچاقی وارد اتحاد جماهیر شوروی شد.
شعر روایی ساتزکور، کول نیدره (Kol Nidre)، به کمیته یهودی ضدفاشیست در مسکو رسید، که اعضایش شامل ایلیا ارنبورگ و سولومون میخوئلس و همچنین رئیس‌جمهور تبعیدی آینده لیتوانی شوروی، یوستاس پالکیس می‌شد. آنها از کرملین درخواست کردند تا او را نجات دهد. از این روی یک هواپیما مکان ساتزکور و فریدکه را در مارس ۱۹۴۴ معین کرد و آنها را به مسکو، جایی که دختر آن‌ها، رینا، در آن متولد شد ، منتقل ساخت.
در فوریه ۱۹۴۶، وی در دادگاه نورنبرگ به عنوان شاهد فراخوانده شد و علیه فرانتس مورر، قاتل مادر و پسرش شهادت داد. وی پس از اقامتی کوتاه‌مدت در لهستان و پاریس، به فلسطین مهاجرت کرد و در سال ۱۹۴۷ وارد تل آویو شد.
ساتزکور به سفر علاقه بسیار داشت و به جنگل‌های آمریکای جنوبی و ساواناهای آفریقا سفر می‌کرد؛ جایی که در آن از دیدن فیل‌ها و آواز یک رئیس قبیله باسوتو برای شعرهای ییدیش بیشتری الهام می‌گرفت.
در سال ۱۹۸۵، ساتزکور نخستین نویسنده ییدیش بود که جایزه معتبر اسرائیل را به پاس خدماتش در ادبیات از آن خود کرد.
فریدکه در سال ۲۰۰۳ درگذشت. رینا و دختر دیگر او، میرا، به همراه دو نوه از وی باقی ماندند. ساتزکور خود در ۲۰ ژانویه ۲۰۱۰ در سن ۹۶ سالگی در تل آویو درگذشت.